# Schönholzerswilen
Schönholzerswilen é uma comuna da Suíça, no Cantão Turgóvia, com cerca de 731 habitantes. Estende-se por uma área de 10,9 km², de densidade populacional de 67 hab/km². Confina com as seguintes comunas: Braunau, Bürglen, Bussnang, Kradolf-Schönenberg, Wuppenau.
A língua oficial nesta comuna é o Alemão.